# 타카하시 미나미
타카하시 미나미(일본어: 高橋 みなみ, 1991년 4월 8일~)는 일본의 아이돌이며, 여성 아이돌 그룹 전 AKB48 팀A의 리더이다. 전 AKB48 1대 캡틴이다. 전 AKB48 그룹 1대 총감독이다. 현재는 솔로가수이다.
도쿄도 출신이며, 프로덕션 오기(업무 제휴 : Mama & Son) 소속이다.

## 내력
2005년
- 8월, 〈호리프로 탤런트 스카우트 캐러밴 메모리얼 오디션 2005〉에 응모(응모 총수 52,547명)해, 결선 대회 출장자 15명에 남는다(그랑프리는 미도리 유리에). 그리고, 이 대회의 심사위원장은 후에 AKB48 프로듀서가 되는 아키모토 야스시였지만, 그는 타카하시를 낙선시켰다는 것을 기억하고 있지 않았다[1]. 이것을 포함해, 오디션은 AKB48에 들어가기 전까지 7개 정도 떨어져서[2], AKB48의 오디션을 보기 전에, 어머니와 〈이게 떨어지면 포기하자〉라고 약속하고 있었다[3].
- 10월 30일, 병행해 응모한 《AKB48 오프닝 멤버 오디션》에 합격(응모 총수 7,924명, 최종 합격자 24명). 후에 AKB48 극장 지배인이 되는 토가사키 토모노부에 따르면, 서류 심사 통과 이유는 〈키와 생일이 48이어서〉[4]. 11월 3일부터 시작된 댄스 레슨에서는, 지도자인 나츠 마유미에게 자주 남겨져 연습을 했다[4]. AKB48를 해가면서 가장 힘든 것으로, 이 댄스 레슨을 들고 있다.
- 12월 7일, 공개 리허설과 미디어용 피로연을 마치고, 다음 8일 오프닝 멤버 후보생 중 20명으로서, AKB48 극장 그랜드 오프닝의 무대에 선다.

2007년
- 7월 3일, 코지마 하루나, 미네기시 미나미와 함께 프로덕션 오기로 이적.
- 12월, 드라마 《사이토 상》에 출연하기 때문에 머리를 금발로 했지만, 그 때문에 15 ~ 16일에 행해진 〈벚꽃의 꽃잎들 2008〉의 PV 촬영 때, 본인이 말하기를 〈개 냄새가 나는〉 흑발 가발을 써[5], 게다가 AKB48가 《제58회 NHK 홍백가합전》에 첫 출장했던 때, 금발로는 출장이 안된다는 이유로 머리를 스프레이로 굳혀, 〈혼자만 머리 모양이 모형같은 느낌〉으로 출연했다[6].

2008년
- 9월 3일, 미야자키 미호의 대리로, 3기까지 가입한 멤버로서 처음으로 연구생 공연에 출연.
- 10월, 코지마 하루나, 미네기시 미나미와 유닛 〈노스리브스〉를 결성해, TV 도쿄 《멘☆돌 ~이케맨 아이돌~》에 출연. 동년 11월 26일에 싱글 〈Relax!〉를 발매.
- 12월 23일, AKB48의 멤버에서 처음으로 〈극장 공연 출연 횟수 500회〉를 달성.

2009년
- 4월부터, 《오모잇키리 DON!》의 금요일 범위에, 〈한다 켄토의 DODONPA 쇼와 명곡 탐방〉에 레귤러 출연.
- 6월부터 7월에 걸쳐 실시된 《AKB48 13th 싱글 선발 총선거 〈신께 맹세코 진심입니다〉》에서 5위로, 미디어 선발에 들어갔다.
- 8월 23일, 《AKB104 선발 멤버 조각 축제》 제3공연에서, 신 팀A 캡틴 취임을 발표.

2010년
- 5월부터 6월에 걸쳐 실시된 《AKB48 17th 싱글 선발 총선거 〈어머니께 맹세코, 진심입니다〉》에서는 6위로, 미디어 선발에 들어갔다.
- 7월 27일부터의 팀A 6th Stage 〈목격자〉 공연에서 솔로 유닛 〈사랑스러움의 악셀〉을 담당. 구 팀A 멤버에서는 첫, AKB48 전체에서도 오오시마 유코, 아키모토 사야카, 카시와기 유키에 이어 4명째 솔로 유닛 담당이 된다.
- 7월 29일, AKB48 극장에서의 팀A 공연 후, 컨디션 불량을 호소해 입원, 2일 후인 31일에 퇴원했다[7].

2011년
- 4월 4일, NMB48 극장에서의 NMB48 공연에, 자신이 MC를 보는 프로그램 《뮤잭》의 로케를 겸해 서프라이즈 출연[8].
- 5월부터 6월에 걸쳐 실시된 《AKB48 22nd 싱글 선발 총선거 〈올해도 진심입니다〉》에서는 7위로, 미디어 선발에 들어갔다[9].

2012년
- 3월 17일부터 4월 15일에 걸쳐 동일본 여객철도(JR 동일본) 야마노테 선에서 운행된 한 회사 광고 전세 열차 〈AD TRAIN〉 편성 한정으로 차내 자동 방송의 아나운스를 담당[10].
- 5월부터 6월에 걸쳐 실시된 《AKB48 27th 싱글 선발 총선거》에서는 6위로, 선발에 들어갔다[11].
- 8월 24일, 《AKB48 in TOKYO DOME ~1830m의 꿈~》 첫날 공연에서, 2009년부터 자신이 맡아온 팀A의 캡틴을 시노다 마리코에게 물려준 후에, 새로 생긴 AKB48 그룹 총감독에 취임하는 것이 토가사키 토모노부에 의해 발표되었다[12][13]. 8월 25일의 제2일째 공연에서는 타카하시 자신이 유니버설 뮤직으로부터 솔로 가수로서 데뷔하는 것이 VTR에 고지되었다[14].

2013년
- 1월 8일, 칸사이 TV 제작의 드라마 《사키》의 오프닝 곡으로 솔로 데뷔곡 〈Jane Doe〉가 기용된다[15][16].
- 4월 1일, 타카하시 미나미 공식 블로그를 개설[17].
- 5월 6일, 퍼시피코 요코하마에서 첫 솔로 라이브 《타카하시 미나미 솔로 데뷔 싱글 〈Jane Doe〉 발매 기념 스페셜 라이브》를 개최.
- 5월부터 6월에 걸쳐 실시된 《AKB48 32nd 싱글 선발 총선거》에서는 8위로, 미디어 선발에 들어갔다[18].

2014년
- 1월 16일, 이 날 행한 〈팀A 웨이팅 공연〉으로, 극장 공연 출연 횟수 700회를 달성했다.
- 2월 24일, Zepp DiverCity에서 개최된 《AKB48 그룹 대조각 축제》에서, 요코야마 유이의 팀K 이동 및 동 팀 캡틴 취임에 동반해, 팀A 캡틴에 복귀, AKB48 그룹 총감독 겸 팀A 캡틴이 되는 것이 발표되었다[19].
- 5월부터 6월에 걸쳐 실시된 《AKB48 37th 싱글 선발 총선거》에서는 9위로, 미디어 선발에 들어갔다[20].
- 12월 8일, AKB48 극장 9주년 특별 기념 공연에서 2015년 12월 8일을 목표로 졸업하는 것을 발표했다[21].

2015년
- 4월 8일, 첫 유료 솔로 콘서트 《타카하시 미나미 미래로의 결기 집회》를 Zepp Tokyo에서 개최[22].
- 5월부터 6월에 걸쳐 실시된 《AKB48 41st 싱글 선발 총선거》에서는 4위로, 미디어 선발에 들어갔다[23].
- 11월 23일, AKB48 전국 악수회에서, 2016년 3월 26일 ~ 27일에 졸업 콘서트가 개최되는 것, 3월 28일에 AKB48 극장에서 졸업 공연이 개최되는 것, 3월 28일이 졸업일인 것이 발표되었다[24].
- 12월 8일, AKB48 극장 오픈 10주년 기념 특별 공연에서 총감독을 요코야마 유이에게 계승했다[25].
- 12월 24일, 저서 《리더론》을 발매[26].

2016년
- 1월 1일, 졸업 콘서트가 3월 27일에 요코하마 스타디움에서 개최되는 것과 AKB48 극장에서의 졸업 공연이 25세의 생일인 4월 8일로 변경되는 것이, AKB48 공식 블로그에서 발표되었다[27].
- 4월 8일, 극장 공연을 기해 AKB48를 졸업. 졸업 후에는 솔로 가수로서 계속 활동중이다.

2017년
- 9월 5일, SHOWROOM을 통해서 프로덕션 오기의 계열사인 'Mama & Son "파트너쉽 (업무 제휴)의 형태로 소속되어 있는 것으로 발표했다.

## 인물
- 좌우명은 〈무엇에도 사로잡히지 않고, 얽매이지 않고 있는 그대로의 자신으로 살아간다〉.
- 이전에는 머리 장식 리본이 트레이드 마크였다. 중학교 1학년 때부터 수집하여 300개 가까이 보유 중이라고 한다. 머리 스타일 자체에는 무관심한 편이다. 아는 미용사가 아니면 〈긴장하여 말할 수 없다〉는 이유로 일부러 요코하마의 단골 미용실에 다니고 있지만, 길게는 1년 반 정도 머리카락을 자르지 않고 길렀을 정도이다. 또한, 〈다른 헤어스타일이 어울리지 않기 때문에〉라는 이유로 2006년 이후의 헤어스타일은 하프업 상태에서 양쪽머리를 뒤에서 하나로 묶는 반묶음을 주로 해왔다. 그러나 2011년에 앞머리를 더 자르면서 포니테일을 자주 선보였다.
- 2012년 5월 4일, 시부야의 옷가게에 쇼핑을 갔다가 매장의 아로마양초에 지니고 있던 봉투로 불이 옮겨붙는 작은 화재소동에 휘말렸다. 그 때 머리카락의 왼쪽 절반 정도가 타버렸다. 4시간 이후에 일이 있었기 때문에, 허리까지 오던 머리카락을 약 30cm정도 자르고, 어깨 정도의 긴 단발로 유지중이다.
- 자신이 20살이 된 2011년 4월 8일, 〈성인이 된 증거〉로 처음으로 귀를 뚫었다[28].
- 검은색, 흰색, 분홍색을 좋아한다. 타카하시 본인은 자신이 세상에서 핑크가 가장 잘어울린다고 생각하며, 분홍색 제품을 즐겨 사용한다.
- 지독한 꽃가루 알레르기가 있어, 1년의 대부분은 외출시에 마스크를 착용한다[29].
- 나카모리 아키나를 좋아하고 동경한다.
- 좋아하는 음식은 카레돈가스, 카츠동[30] 등 돈부리, 정크 푸드, 교자, 햄버그[31].
- 만화를 매우 좋아한다. 특히, 《ONE PIECE》는 《SMAP×SMAP》의 〈ONE PIECE 왕 선수권〉에도 출장했다. 또, AKB48 오디션 응모 시의 〈취미〉란에는 〈만화(데스노트)〉라고 적었다[32]. 만화와 함께, 집에 있는 것이 취미의 하나로, 공휴일도 거의 나가지 않는 인도어(실내)파. 쉬는 날에는 기본적으로 자고 있다.
- 특기는 그림 모사.

### AKB48 관련
- AKB48의 주력 멤버 중 한명. 팀A 캡틴을 맡고 있을 때부터 AKB48의 이벤트, 기자 회견 등에서 그룹 전체를 대표해서 인사나 코멘트를 하는 경우는 대개 타카하시가 그 역할을 맡고 있어, 현재는 AKB 그룹 총감독이라는 위치인 점도 있어, 명실 공히 AKB48 전체의 리더이다.
- 일반적인 애칭은 전 팀A 오오시마 마이가 붙인 〈타카미나〉.
- 감수성이 풍부하고 눈물이 많다[33].
- 〈살아있는 느낌이 든다〉는 이유로 대공연장에서의 콘서트보다 극장 공연을 더 좋아한다.
- AKB48의 자타가 공인하는 썰렁한 캐릭터이다.
- 오오시마 유코와 사토 유카리와 마에다 아츠코와 이타노 토모미와 요코야마 유이와 사이가 좋다.
- 친구중에 오오시마 유코와 굉장히 닮았다는 소리를 자주 듣는다. 특히 싱글중 하나인 '포니테일과 슈슈' 활동기에는 멤버 전원이 말총머리를 하고 다녔는데, 타카하시의 매니저까지도 오시마와 헷갈려했다는 후문이다. 싱글중 하나인 포니테일과 슈슈에서 한 머리인 말총머리 때문에 오오시마 유코와 함께 쌍둥이라고 불리고 있다.
- 마에다 아츠코와 이타노 토모미와는 동기이자 친구이다.

## AKB48에서의 참가곡

### 싱글 CD 곡
- 桜の花びらたち / 벚꽃의 꽃잎들
- スカート、ひらり / 스커트, 휘이익

### 싱글 CD 선발곡
- 会いたかった / 만나고 싶었어
- 制服が邪魔をする / 교복이 방해를 해
- 軽蔑していた愛情 / 경멸하고 있던 애정
- BINGO!
- 僕の太陽 / 나의 태양
- 夕陽を見ているか? / 석양을 보고 있니?
- ロマンス、イラネ / 로맨스, 필요 없어
- 桜の花びらたち2008 / 벚꽃의 꽃잎들 2008
- Baby! Baby! Baby!
- 大声ダイヤモンド / 큰 목소리 다이아몬드
- 10年桜 / 10년 벚꽃
- 涙サプライズ! / 눈물 서프라이즈!
- 言い訳Maybe / 변명 Maybe
- RIVER
- 桜の栞 / 벚꽃 책갈피
  - マジスカロックンロール / 마지스카 로큰롤
- ポニーテールとシュシュ / 포니테일과 슈슈
- ヘビーローテーション / 헤비 로테이션
  - ラッキーセブン / 럭키 세븐
  - 野菜シスターズ / 야채 시스터즈 - 야채 시스터즈 명의
- Beginner
- 〈チャンスの順番 찬스의 차례〉에 수록
  - 予約したクリスマス / 예약해둔 크리스마스
  - 胡桃とダイアローグ / 호두와 다이얼로그 - 팀A 명의
- 桜の木になろう / 벚나무가 되리
- 誰かのために -What can I do for someone?- / 누군가를 위해서-What can I do for someone?-
- Everyday、カチューシャ / Everyday, 카츄샤
  - これからWonderland / 지금부터 Wonderland
  - ヤンキーソウル / 양키 소울
- フライングゲット / 플라잉 겟
  - 青春と気づかないまま / 청춘이란 걸 깨닫지 못한 채
  - アイスのくちづけ / 아이스의 입맞춤
  - 野菜占い / 야채 점 - 야채 시스터즈 2011 명의
- 風は吹いている / 바람은 불고 있어
- 〈上からマリコ 위에서부터 마리코〉에 수록
  - ノエルの夜 / 노엘의 밤
  - 隣人は傷つかない / 이웃은 상처받지 않아 - 팀A 명의
- GIVE ME FIVE! (신시사이저 담당)
  - スイート&ビター / 스위트&비터 - 셀렉션6 명의
- 真夏のSounds good ! / 한여름의 Sounds good !
  - ちょうだい、ダーリン! / 주세요, 달링!
- ギンガムチェック / 깅엄 체크
  - 夢の河 / 꿈의 강
- UZA
  - 孤独な星空 / 고독한 별하늘 - 팀A 명의
- 〈永遠プレッシャー 영원 프레셔〉에 수록
  - とっておきクリスマス / 소중한 크리스마스
- So long !
  - Ruby - 시노다 팀A 명의
- さよならクロール / 안녕 크롤
  - イキルコト / 살아가는 것 - 팀A 명의
  - ハステとワステ / 하스테와 와스테 - BKA48 명의
- 恋するフォーチュンクッキー / 사랑하는 포춘 쿠키
  - 最後のドア / 마지막 문
  - 涙のせいじゃない / 눈물 탓이 아니야
- ハート・エレキ / 하트 일렉트릭 기타
  - キスまでカウントダウン / 키스까지 카운트다운 - 팀A 명의
- 〈鈴懸の木の道で「君の微笑みを夢に見る」と言ってしまったら僕たちの関係はどう変わってしまうのか、僕なりに何日か考えた上でのやや気恥ずかしい結論のようなもの 플라타너스 나무가 서 있는 길에서 「네 미소가 꿈에 나왔어」라고 말해버린다면 우리들의 관계는 어떻게 변하는 걸까, 나 나름대로 며칠이고 생각해본 후의 조금 부끄러운 결론처럼〉에 수록
  - Mosh & Dive
  - Party is over
- 前しか向かねえ / 앞 밖에 보지 않아
- ラブラドール・レトリバー / 래브라도 리트리버
  - 君は気まぐれ / 넌 변덕쟁이 - 팀A 명의
  - 今日までのメロディー / 오늘까지의 멜로디
- 心のプラカード / 마음의 플래카드
- 望的リフレイン / 희망적 리프레인
  - 従順なSlave / 고분고분한 Slave - 팀A 명의
- Green Flash
  - マジすかFight / 마지스카 Fight
  - 春の光 近づいた夏 / 봄의 빛 다가온 여름
  - 履物と傘の物語 / 신발과 우산 이야기
- 僕たちは戦わない / 우리는 싸우지 않아
  - 君の第二章 / 너의 제2장
  - 出逢いの日、別れの日 / 만남의 날, 이별의 날 - 겐소&지키소 명의
- ハロウィン・ナイト / 할로윈 나이트
  - 一歩目音頭 / 첫발째 음두
  - ヤンキーマシンガン / 양키 머신건
  - 群像 / 군상
- 唇にBe My Baby / 입술에 Be My Baby
  - 365日の紙飛行機 / 365일의 종이비행기
  - やさしいplace / 상냥한 place - 팀A 명의
  - 背中言葉 / 등 너머로 하는 말
- 君はメロディー / 너는 멜로디

### 극장 공연 유닛곡
팀A 1st Stage 〈PARTY가 시작돼요〉 공연
- スカート、ひらり / 스커트, 휘이익
- 星の温度 / 별의 온도 (2nd UNIT)

팀A 2nd Stage 〈만나고 싶었어〉 공연
- 嘆きのフィギュア / 한탄의 피규어
- ガラスのI LOVE YOU / 유리의 I LOVE YOU
- 背中から抱きしめて / 등 뒤에서부터 안아줘
- リオの革命 / 리오의 혁명

팀A 3rd Stage 〈누군가를 위해서〉 공연
- Bird
- 制服が邪魔をする / 교복이 방해를 해

팀A 4th Stage 〈지금 연애 중〉 공연
- 純愛のクレッシェンド / 순애의 크레셴도

해바라기조 1st Stage 〈나의 태양〉 공연
- ヒグラシノコイ / 쓰르라미의 사랑

해바라기조 2nd Stage 〈꿈을 죽게 할 수는 없어〉 공연
- Bye Bye Bye

연구생 〈지금 연애중〉 공연
- 2008년 9월 3일 (미야자키 미호의 대리 출연)
- 純愛のクレッシェンド / 순애의 크레셴도

팀A 5th Stage 〈연애 금지 조례〉 공연
- 恋愛禁止条例 / 연애 금지 조례
- 真夏のクリスマスローズ / 한여름의 크리스마스 로즈 (나카타 치사토 휴연 시)

THEATRE G-ROSSO 〈꿈을 죽게 할 수는 없어〉 공연
- Bye Bye Bye
※우메다 아야카·나카츠카 토모미의 스탠바이

팀A 6th Stage 〈목격자〉 공연
- 愛しさのアクセル / 사랑스러움의 악셀 (솔로 유닛곡)

## 출연

### 영화
- 전염가 (2007년 8월 25일 개봉, 쇼치쿠) - 아이 짱 역

### 무대
- AKB가극단 〈∞·Infinity〉 (2009년 10월 30일 ~ 11월 8일, 시어터 G 롯소) - 타카시마 마리아 역, 카시와기 유키와의 더블 캐스트

### 텔레비전 드라마
- 데스요네. 제6화·제10화·제11화 (2006년, TBS)
- 죠시데카!-여자형사- 제2화 (2007년 10월 25일, TBS) - 소녀B 역
- 토요 와이드 극장 신·무네스에 형사 시리즈 〈무네스에 형사의 청춘의 운해〉 (2008년 11월 8일, TV 아사히) - 미즈키 나츠키 역
- 사이토 상 (2008년 1월 9일 ~ 3월 19일, 닛폰 TV) - 니이미 케이 역
- 멘☆돌 ~이케맨 아이돌~ (2008년 10월 10일 ~ 12월 26일, TV 도쿄) - 주연·카와치 나미/카이 역
- 여기는 잘나가는 파출소 제6화 (2009년 9월 12일, TBS) - AKB48 역
- 마지스카 학원 제5화 ~ 최종화 (2010년 2월 5일 ~ 3월 26일, TV 도쿄) - 미나미 역
- 정말로 있었던 무서운 이야기 여름 특별편 2010 AKB48 통째로 정령 스페셜 〈레인코트의 여자〉 (2010년 8월 24일, 후지 TV) - 주연·본인 역
- 벚꽃으로부터의 편지 ~AKB48 각자의 졸업 이야기~ (2011년, 닛폰 TV) - 타카하시 미나미 역
- 마지스카 학원 2 제7화 ~ 최종화 (2011년 5월 27일 ~ 7월 1일, TV 도쿄) - 경부보 역
- HUNTER~그 여자들, 현상금 사냥꾼~ 제9화 (2011년 12월 6일, 칸사이 TV) - 사오리 역
- So long ! 제1화 (2013년 2월 11일, 닛폰 TV)

### WEB 드라마
- 언령의 여자들. (2010년 7월 5일 ~ 7월 26일, LISMO Channel) - 주연·아스카 역
- 속·언령의 여자들. (2011년 6월 3일 ~ 6월 24일, LISMO Channel) - 주연·아스카 역

### 버라이어티 등
현재
- AKBINGO! (2008년 10월 1일 ~ 부정기 출연, 닛폰 TV)
- 뮤잭 (2010년 7월 8일 ~ , 칸사이 TV) - 제4대 MC
- AKB와 ××! (2010년 7월 13일 ~ 부정기 출연, 요미우리 TV)
- AKB 아기토끼 도장 (2012년 12월 7일 ~ 부정기 출연, TV 도쿄)
- 이지메를 녹아웃 (2013년 4월 12일 ~ , NHK E테레) - MC
- AKB48 SHOW! (2013년 10월 12일 ~ 부정기 출연, BS 프리미엄)
- 미래☆몬스터 (2014년 4월 6일 ~ 후지 TV) - MC

과거
- AKB1시59분! (2008년 1월 24일 ~ 3월 27일, 닛폰 TV)
- AKB0시59분! (2008년 4월 7일 ~ 5월 26일·6월 30일 ~ 9월 29일, 닛폰 TV)
- AKB48 네모우스 TV (패밀리 극장)
  - Season1 (2008년 7월 13일<앞부분만>·27일, 8월 17일)
  - 스페셜 (2008년 12월 24일)
  - Season2 (2009년 7월 10일·17일<전 주의 영상만>·9월 11일<비디오 메시지만>)
  - Season3 (2009년 11월 6일·13일)
  - 스페셜~겨울의 나라로부터 2010~ (2010년 3월 27일)
  - Season4 (2010년 7월 4일·11일)
  - 스페셜~오스트레일리아의 비보를 찾아라!~ (2011년 11월 6일)
  - Season12 (2013년 5월 5일)
- 오모잇키리 DON! 1155 (2009년 4월 3일 ~ 10월 2일, 닛폰 TV) - 〈오모잇키리 LIVE〉 금요일 레귤러
- 주간 AKB (2009년 7월 10일 ~ 2012년 11월 30일, TV 도쿄)
- 오모잇키리 PON! (2009년 10월 5일 ~ 2010년 3월 22일, 닛폰 TV) - 월요일 레귤러
- PON! (2010년 4월 2일 ~ 2011년 3월 25일, 닛폰 TV) - 금요일 레귤러
- 나루호도! 하이스쿨 (2010년 5월 30일·10월 9일·2011년 4월 21일 ~ 2012년 3월 8일, 닛폰 TV)
- AKB-급 구루메 스타디움 (2011년 2월 13일, 음식과 여행 푸드 TV)
- 신 도모토 형제 (2011년 5월 ~ 2014년 9월, 후지 TV)
- AKB48 콩트 〈미묘~〉 (2011년 9월 29일·12월 15일·12월 22일·2012년 1월 12일·1월 19일·1월 26일·2월 2일·2월 23일, 히카리 TV)
- 미묘~한 문 AKB48의 가치챠레 (2012년 6월 29일·8월 24일·2013년 3월 15일·3월 22일, 히카리 TV)
- 스낵 카페 에덴 (2012년 10월 21일 ~ 2013년 3월 24일, 후지 TV) - 미나미 역

## 음반

### 싱글
|                    | 발매일             | 타이틀                                | 최고 순위          | 발매 형태          | 상품 코드                   | 형태                                       | 비고               |
| NAYUTAWAVE RECORDS | NAYUTAWAVE RECORDS | NAYUTAWAVE RECORDS                    | NAYUTAWAVE RECORDS | NAYUTAWAVE RECORDS | NAYUTAWAVE RECORDS          | NAYUTAWAVE RECORDS                         | NAYUTAWAVE RECORDS |
| ------------------ | ------------------ | ------------------------------------- | ------------------ | ------------------ | --------------------------- | ------------------------------------------ | ------------------ |
| 1                  | 2013년 4월 3일     | Jane Doe                              | 2위                | CD+DVD CD          | Type A Type B Type C 극장반 | UPCH-80309 UPCH-80310 UPCH-80311 PRON-5005 |                    |
| EMI RECORDS        |                    |                                       |                    |                    |                             |                                            |                    |
| 2                  | 2017년 9월 26일    | 孤独は傷つかない 고독은 훼손되지 않아 | 8위                | CD+DVD             | 초회생산한정반              | UPCH-89361                                 |                    |

### 앨범
|   | 발매일           | 타이틀                               | 최고 순위 | 발매 형태 | 상품 코드             | 형태              |
| - | ---------------- | ------------------------------------ | --------- | --------- | --------------------- | ----------------- |
| 1 | 2016년 10월 12일 | 愛してもいいですか? 사랑해도 될까요? | 9위       | CD+DVD CD | UPCH-29224 UPCH-20425 | 초회한정반 통상반 |